# RTL aktuell
RTL aktuell (Eigenschreibweise RTL AKTUELL) ist die Nachrichtensendung bei RTL. Die Hauptausgabe mit einer Dauer von 20 Minuten wird täglich um 18:45 Uhr live aus Köln ausgestrahlt. Bei wichtigen Ereignissen kann als Programmergänzung ein RTL aktuell Spezial zum Einsatz kommen – je nach Anlass meistens um 20:15 Uhr und mit einem Umfang von etwa 15 Minuten.

## Geschichte
RTL aktuell ist Teil der Nachrichtensparte bei RTL. Diese wurde in den letzten Jahren vor allem vom ehemaligen Chefredakteur Hans Mahr auf- und ausgebaut. Ab Sendestart am 2. Januar 1984 war RTL aktuell der Name der Kurznachrichten. Die RTL-Hauptnachrichten hießen zunächst 7 vor 7 – Die Bilder des Tages und wurden montags bis freitags von 18:53 bis 19:15 Uhr ausgestrahlt. Hauptmoderator war Hans Meiser, der auch die in RTL aktuell umbenannte Erstsendung am 5. April 1988 moderierte. Der Titel „7 vor 7“ wurde gewählt, weil RTL plus in den Anfängen vor allem über Antenne auf Kanal 7 aus Luxemburg geschaut wurde. Mit zunehmendem Kabel- und Satellitenempfang und dem Umzug des Senders nach Köln wurden der Name und die Sendezeit auf 18:45 Uhr angepasst.
Nach einer Neuauflage im August 2004 wurde RTL aktuell aus der so genannten RTL-News-World gesendet. Ziel war es, die Nachrichten aus dem virtuellen Fernsehstudio in Köln noch zuschauerfreundlicher präsentieren zu können. Ziel ist das Angebot von „News to use“ (service-orientierte Nachrichten mit Nutzwert). Besonders durch den vermehrten Einsatz von (animierten und auch dreidimensionalen) Grafiken sollen den Zuschauern auch komplizierte Sachverhalte anschaulich vermittelt werden können. Seit Februar 2008 werden die Nachrichtensendungen von RTL Deutschland von dessen Tochterunternehmen infoNetwork produziert, welches 2021 in der neuen RTL News GmbH aufgegangen ist.
RTL aktuell möchte, wie der Sender RTL überhaupt, vor allem die „werberelevante Zielgruppe“ der 14- bis 49-Jährigen ansprechen. In dieser Zielgruppe erreicht RTL aktuell Platz 2 – knapp davor die Tagesschau, die in der Gesamtzuschauerzahl fast doppelt so hohe Einschaltquoten erreicht.
Dazu gehören neben RTL aktuell die Morgenmagazine Punkt 6, Punkt 7 sowie Punkt 8, das Mittagsjournal Punkt 12 und das Nachrichtenmagazin RTL Nachtjournal. Diese Sendungen werden nur montags bis freitags ausgestrahlt. Am Wochenende sendet RTL gegen 16:45 Uhr sowie gegen Mitternacht unter dem Titel RTL News dreiminütige Kurznachrichten, die nicht angekündigt werden.
Seit dem 18. November 2008 wird die Nachrichtensendung im Breitbildformat 16:9 ausgestrahlt. Am 11. September 2010 wurde mit den 18:45-Uhr-Nachrichten ein neues Nachrichtenstudio in Betrieb genommen. Es war eins von zwei neuen Studios im neuen Standort von RTL in Köln-Deutz und vollkommen in HD ausgestattet. Zudem wurde das neue Design präsentiert. Am 10. Juni 2014 wurde das Studiodesign überarbeitet. Im Hintergrund wurde eine klare Skyline sichtbar, zudem wurden die Themengrafiken hervorgehoben.
Im September 2022 erhielten die Nachrichtensendungen ein neues Design und ein neues Studio mit weitgehend realer Kulisse.
Von Anfang August 2021 bis Ende April 2023 wurde werktäglich um 17:00 Uhr (bis 11. Februar 2022: 16:45 Uhr) eine weitere Ausgabe von RTL aktuell mit einer Dauer von 7 Minuten (bis 11. Februar 2022: 15 Minuten) ausgestrahlt. Anders als die Hauptausgabe am Abend wurde die Nachmittagsausgabe bis zum 2. September 2022 nicht aus dem Nachrichtenstudio, sondern aus einer eigens dafür eingerichteten Kulisse im Redaktionsbüro von RTL ausgestrahlt. Mit dem Start des neuen Studios am 4. September 2022 kam die Nachmittagsausgabe ebenfalls aus dem neuen Studio. Am 14. März 2023 kündigte RTL die Einstellung der 17:00 Uhr-Ausgabe an. Als Grund nannte eine Sendersprecherin „stark veränderte Sehgewohnheiten und Bedürfnisse am späten Nachmittag.“ Am 21. April 2023 lief die letzte Nachmittagsausgabe.

## RTL aktuell Spezial

Logo von RTL aktuell Spezial

RTL aktuell Spezial ist eine planmäßige Sendung über ein festgelegtes Thema. Am 10. Juni 2014 wurde erstmals diese Sendung zum Gewitter über Nordrhein-Westfalen und Niedersachsen live ausgestrahlt.

## Moderation
| Moderator/in                                 | Jahr(e)         | Bemerkungen                                  |
| -------------------------------------------- | --------------- | -------------------------------------------- |
| Aktuelle Nachrichtenmoderatoren              |                 |                                              |
| Christopher Wittich                          | seit 2021       | Anchorman, bis August 2024 Vertretung        |
| Roberta Bieling                              | seit 2023       | Anchorwoman, bis August 2024 Vertretung      |
| Maik Meuser                                  | seit 2016       | Vertretung                                   |
| Sportmoderatoren                             |                 |                                              |
| Andreas von Thien                            | seit 1996       | Hauptmoderator, bis August 2024 Vertretung   |
| Anna Fleischhauer                            | seit 2021       | Hauptmoderatorin, bis August 2024 Vertretung |
| Birgit von Bentzel                           | seit 2003       | Vertretung                                   |
| Anna Kraft                                   | seit 2023       | Vertretung                                   |
| Monica Lierhaus                              | seit 2023       | Vertretung                                   |
| Wettermoderatoren                            |                 |                                              |
| Christian Häckl                              | seit 1994       | Hauptmoderator                               |
| Bernd Fuchs                                  | seit 1997       | Vertretung                                   |
| Paul Heger                                   | seit 2022       | Vertretung                                   |
| Melanie Haselhoff                            | seit 2023       | Vertretung                                   |
| Charlotte Maihoff                            | seit 2025       | Vertretung                                   |
| Ehemalige Moderatoren der Hauptausgabe       |                 |                                              |
| Hans Meiser †                                | 1984–1992       | Anchorman                                    |
| Peter Kloeppel                               | 1992–2024       | Anchorman                                    |
| Ulli Potofski †                              | 1984–2006       | Moderation Sport                             |
| Ulrike von der Groeben                       | 1988–2024       | Hauptmoderatorin Sport                       |
| Geert Müller-Gerbes †                        | 1984–198x       | erster Anchorman                             |
| Björn-Hergen Schimpf                         | 1984–198x       |                                              |
| Maggie Deckenbrock                           | 1984–1990       |                                              |
| Olaf Kracht                                  | 1986–1988       |                                              |
| Brigitte Reimann                             | 1986–199x       |                                              |
| Angelika Bade                                | 1985–1994       |                                              |
| Claus Hommer                                 | 1987–1991       | Wochenendausgabe                             |
| Petra van Oyen                               | 1987–1998       | Sport                                        |
| Andreas Dieck                                | 1988–1998       | Sport                                        |
| Ingelis Gnutzmann                            | 1990–1993       |                                              |
| Michael Karr †                               | 199x–200x       |                                              |
| Christoph Teuner                             | 1992–1997       | Hauptvertretung                              |
| Maxi Biewer                                  | 1992–2022       | Wetter                                       |
| Petra Schwarzenberg                          | 1994–2005       | Hauptvertretung                              |
| Katja Burkard                                | 1995–1996       | Vertretung                                   |
| Susanne Kronzucker                           | 1995–2003       | Vertretung                                   |
| Ilka Eßmüller                                | 2001–2007       | Vertretung                                   |
| Kay-Sölve Richter                            | 2004–2005       | Vertretung                                   |
| Ann-Katrin Schröder                          | 2005–2006       |                                              |
| Lothar Keller                                | 2006–2017, 2022 | Vertretung                                   |
| Annett Möller                                | 2008–2017       | Hauptvertretung                              |
| Charlotte Maihoff                            | 2017–2024       | Hauptvertretung                              |
| Pinar Atalay                                 | 2021–2024       | Vertretung                                   |
| Ehemalige Moderatoren der Nachmittagsausgabe |                 |                                              |
| Peter Kloeppel                               | 2021–2023       | Anchorman                                    |
| Christopher Wittich                          | 2021–2022       | Anchorman                                    |
| Anna Fleischhauer                            | 2021–2023       | Anchorwoman                                  |
| Maik Meuser                                  | 2021–2023       | Vertretung                                   |
| Charlotte Maihoff                            | 2021–2023       | Vertretung                                   |
| Pinar Atalay                                 | 2022–2023       | Vertretung                                   |
| Roberta Bieling                              | 2022–2023       | Vertretung                                   |

## Dazugehörige Formate

### RTL News
RTL News ist eine Kurzausgabe der Nachrichtensendung RTL aktuell, die im Programm nicht angekündigt wird. Sie wird meistens samstags und sonntags gegen 16:45 Uhr und gegen Mitternacht auf RTL gesendet, da am Wochenende die Magazine Punkt 6, Punkt 7, Punkt 8, Punkt 12 sowie das RTL Nachtjournal nicht ausgestrahlt werden. So können die Zuschauer neben den ausführlichen Nachrichten um 18:45 Uhr aktuell informiert werden. Bis zum Start der Nachmittagsausgabe von RTL aktuell im August 2021 wurden die Kurznachrichten regelmäßig auch montags bis freitags gegen 15:30 oder 15:50 Uhr sowie gegen 16:50 Uhr ausgestrahlt.
Ebenfalls geht diese Sendung bei aktuellen Anlässen in regelmäßigen Abständen auf Sendung oder bleibt am Beispiel der Terroranschläge am 11. September 2001 oder dem Irakkrieg dauerhaft im Programm. Die RTL News werden am Wochenende von den Moderatoren der Hauptnachrichten präsentiert.
Sollte die Sendung außerplanmäßig zu wichtigen Anlässen ausgestrahlt werden, trägt die Sendung neuerdings den Titel RTL News Spezial.

## Marktanteile
Marktanteile von RTL aktuell in der Zielgruppe der 14- bis 49-Jährigen:
| Jahr            | 2000 | 2001 | 2002 | 2003 | 2004 | 2005 | 2006 | 2007 | 2008 | 2009 | 2010 | 2011 |
| Marktanteil (%) | 23,1 | 22,4 | 20,2 | 22,2 | 20,7 | 19,7 | 18,2 | 19,3 | 19,4 | 19,9 | 19,9 | 19,8 |

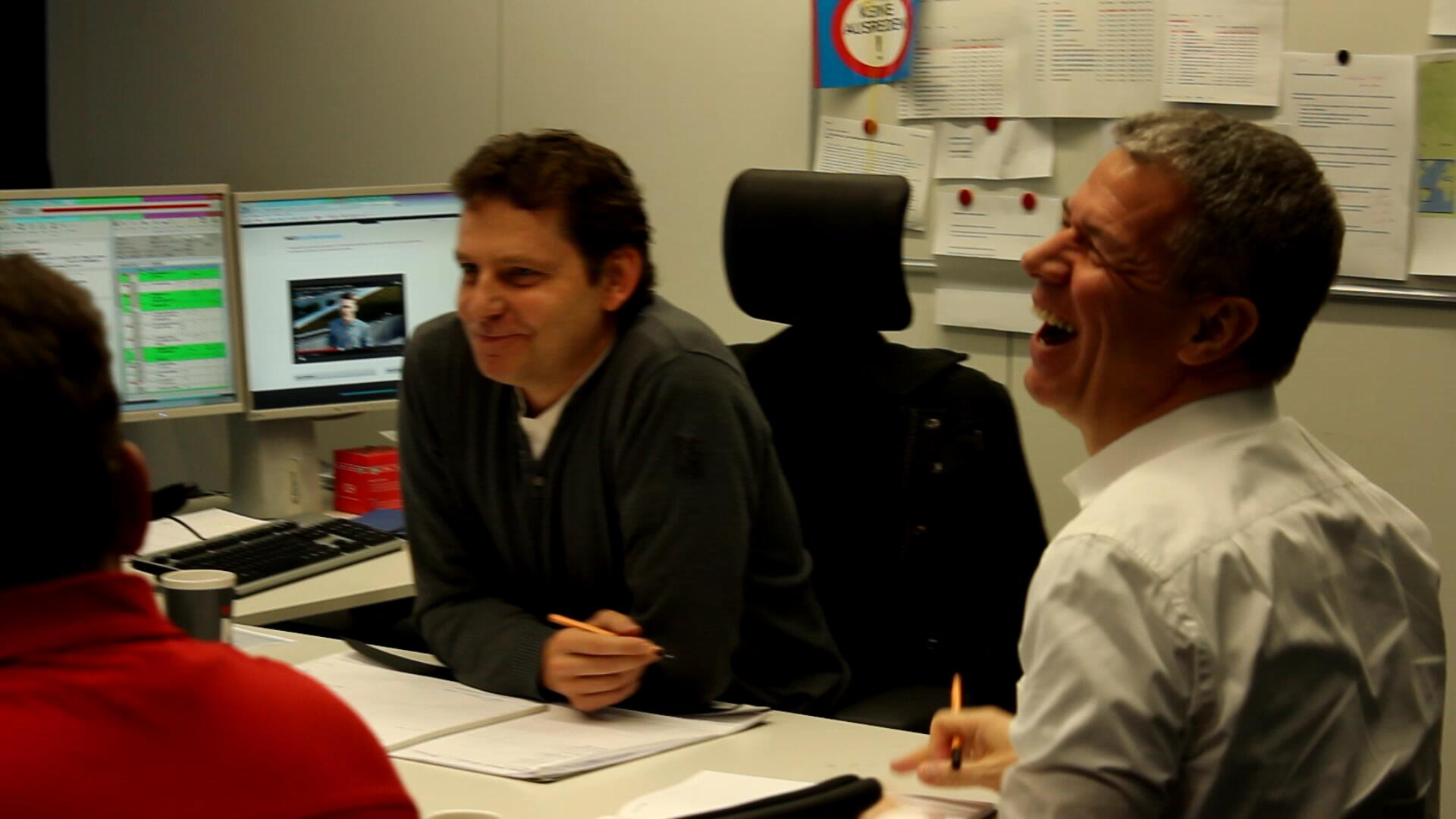
Peter Kloeppel bei der allmorgendlichen Redaktionskonferenz, links Redaktionsleiter Gerhard Kohlenbach.

2008 konnte RTL aktuell erstmals die heute-Hauptausgabe um 19:00 Uhr bei den Zuschauerzahlen überflügeln. Dem Tagesspiegel zufolge erreichte die Tagesschau 5,20 Millionen Zuschauer, gefolgt von RTL aktuell mit durchschnittlich 3,74 Millionen Zuschauern und heute (3,73 Millionen). Die Zuschauerquoten zum 1. Januar 2013 lagen bei 4,89 Millionen und einem Marktanteil von 17,3 % bei den Gesamtzuschauerzahlen.

## Trivia
- Der Moderator Peter Kloeppel wurde für die sechsstündige Übertragung der Terroranschläge am 11. September 2001 mit dem Goldenen Gong ausgezeichnet.
- Die 10.000ste Sendung fand am 18. September 2015 statt.
- Am 11. Juli 2021 um 18:50 Uhr kam es inmitten der Live-Übertragung zu einem Stromausfall, ausgelöst durch einen Kurzschluss.[11] Trotz des Stromausfalls moderierte Peter Kloeppel die Sendung zunächst in völliger Dunkelheit weiter.[12]
- Am 23. August 2024 verabschiedeten das langjährige Moderationsduo Peter Kloeppel und Ulrike von der Groeben von RTL Aktuell. Zudem erhielten beide einen Eintrag ins Guinnessbuch der Weltrekorde als "Longest Serving National News Anchor Duo" für das am längsten bestehende Nachrichtenmoderationsduo. Seit dem 6. April 1992 haben Peter Kloeppel und Ulrike von der Groeben insgesamt 4580 Sendungen gemeinsam moderiert.

## Auszeichnungen
- 2007: Deutscher Fernsehpreis in der Kategorie Beste Informationssendung für RTL aktuell
- 2017: Goldene Kamera in der Kategorie Beste Information (entgegengenommen von Peter Kloeppel)